# 淮南子传奇
《淮南子传奇》，2012年中国大陆播出的国产系列片，改编自《淮南子》。全剧共52集，1144分钟，分两季播出。该片由中传合道创作团队策划，央视动画有限公司、北京电视台、淮南市委宣传部、中国传媒大学联合出品。

## 剧情
西汉时期，一场天灾使得书籍《淮南子》的竹简散落民间，后人鸿烈为了寻找竹简，通过“二十四节气之门”穿越到古代各时期，为搜集竹简而经历了冒险故事。

## 配音
| 角色 | 配音   | 备注                                           |
| 鸿烈 | 谷放冰 | 12岁的男孩。                                   |
| 黎祁 | 山新   | 15岁少女，鸿烈和八公的好友。                   |
| 八公 | 郭政建 | 100多岁，脾气古怪的老头。                      |
| 鸡鸣 | 陆知行 | 曾追淮南王刘安得道升天，化身朱雀，后贬入凡间。 |
| 狗跳 | 王祯   | 曾追刘安得道升天。                             |

## 曲目
| 曲序 | 曲目       |        | 作曲 | 歌手 |
| ---- | ---------- | ------ | ---- | ---- |
| 1.   | 《淮南子》 | 金明刚 | 舒楠 | 张江 |

## 制作
该片是安徽省首部高清动画片。
该片由淮南广电传媒产业发展中心、中央电视台动画公司和中国传媒大学动画学院联合制作。
该片参加2012年“法国昂西动画节”。

## 奖项
| 年份 | 奖项                                                                             | 是否得奖 | 备注       |
| ---- | -------------------------------------------------------------------------------- | -------- | ---------- |
| 2009 | 第二届中国国际动漫创意产业交易会“优秀展示奖”                                     | 獲獎     | （第一季） |
| 2011 | 2011年度中国动画学会“美猴奖”最佳动画系列连续片奖                                 | 獲獎     | （第一季） |
| 2011 | 2011年度首届国家“动漫精品工程动漫创意奖”                                         | 獲獎     | （第一季） |
| 2011 | 2011年度国家广电总局“优秀国产动画片一等奖”                                       | 獲獎     | （第一季） |
| 2013 | 2013年度国家广电总局“优秀国产动画片一等奖”                                       | 獲獎     | （第二季） |
| 2014 | 第十届中国金鹰电视艺术节暨第27届中国电视金鹰奖《淮南子传奇第二季》优秀电视动画片 | 獲獎     | （第二季） |